# 德拉鲁公司
德拉鲁公司（英語：De La Rue plc，LSE：DLAR，/ˈdɛlə ruː/ 或 美國 /ˌdɛlə ˈruː/）是英国一間集防伪印刷、造纸与现金处理为一体的公司。它的总部设在汉普郡的贝辛斯托克。公司在盖茨黑德的提姆谷村、埃塞克斯的劳顿，和萨默塞特的巴斯福德也设有工厂。公司在伦敦证券交易所上市，并且是FTSE250综合指数的成分股。
德拉鲁公司從20世紀初就逐漸成為世界知名的紙幣製造商.這家百年老印鈔公司也是全世界最大的為150多個國家提供商業安全紙張的生產商和印刷商。德拉鲁公司承擔了全世界將近一半的國家的紙鈔商业印刷（特別是非洲和部分東南亞以及中美洲南美洲國家），包括也承擔印刷和發行歐元紙幣的業務。
該公司獲英倫銀行授權印製英鎊鈔票, 此外自2010年起亦為英國護照署承印護照， 直至2020年泰雷茲集團接手為止。

## 歷史
公司創辦於1813年，起先是印些報紙和撲克牌，1855年開始替英國印郵票，1860年起開始印刷鈔票，曾經在1931年為中華民國政府所屬的中國銀行發行過僅限於天津本地使用的5元紙幣，之後一直到1948年前常受到中華民國、上海英租界工部局和英屬香港殖民地政府的委託印製和發行各種版別和面值的中華民國法幣以及1947年版壹角、貳角面額的金圓券，上海租界用紙幣和港幣。 其中在1950年代之后德拉鲁公司更是為渣打銀行和香港上海匯豐銀行（HSBC）印製港幣，直到1996年香港移交中華人民共和國前一年，才由香港金融管理局收購印製港幣業務，並改組香港分廠為香港印鈔。
2019年10月，該公司將其部分業務（Identity Solutions）以4200萬英鎊的價格賣給了美國的HID公司（HID Global）。